# Lucien Saint
Pour les articles homonymes, voir Saint (homonymie).
Lucien Saint, né le 26 avril 1867 à Évreux (Eure) et mort le 24 février 1938 à Marignac (Haute-Garonne), est un haut fonctionnaire et homme politique français.

## Biographie

### Carrière préfectorale
Lucien Charles Xavier Saint, après avoir obtenu sa licence en droit, se consacre au métier d'avocat puis entame une carrière préfectorale comme chef de cabinet du préfet de l'Aube puis comme sous-préfet de Rochefort et préfet de la Nièvre (juin 1906-juin 1909), d'Ille-et-Vilaine, de la Haute-Garonne (vers 1915), des Bouches-du-Rhône (1918-1919), préfet hors classe des régions libérées et préfet de l'Aisne (1920).

### Résident général en Tunisie
Nommé ministre plénipotentiaire de première classe, Lucien Saint occupe la fonction de résident général de France en Tunisie du 1er janvier 1921 au 2 janvier 1929. Il est à l'origine de la création de quatre types de conseils électifs en Tunisie :
- les conseils de caïdats réservés pour l'essentiel aux Tunisiens et investis d'un rôle consultatif en matière économique ;
- les conseils de régions, composés de Français et de Tunisiens, investis d'un rôle consultatif en matière économique mais aussi chargés de répartir certains subsides entre les différentes composantes régionales (caïdats et municipalités) ;
- le Grand Conseil, composé d'une section française et d'une section tunisienne, examinant le budget de la régence ;
- la commission arbitrale du Grand Conseil qui règle les différends éventuels entre les deux sections du Grand Conseil.

Ces réformes marquent une forme de décentralisation par le biais des conseils territoriaux, un relatif partage des seules compétences budgétaires entre le gouvernement tunisien et des représentants élus et enfin une certaine association des notables tunisiens aux notables français dans l'exercice de ces nouvelles prérogatives financières. Par la suite, le résident général invite Habib Bey et ses deux fils dans sa propriété à Marignac, en 1923 et 1924, comme le rappelle la signature en caractères arabes du bey dans le registre des délibérations du Conseil municipal.

### Résident général au Maroc

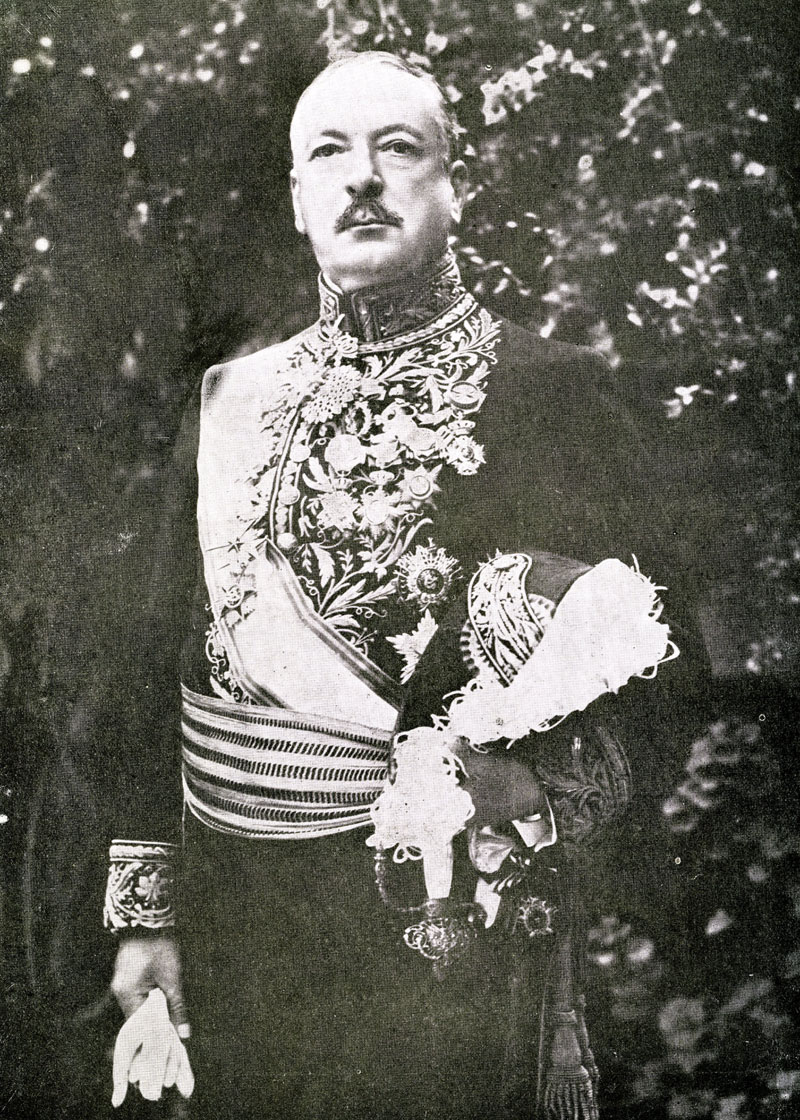
Lucien Saint en 1930 à la foire de Meknès.

Lucien Saint est ensuite nommé résident général de France au Maroc du 2 janvier 1929 au 29 juillet 1933. Dans le cadre de ces fonctions, il s'attache à parachever l'œuvre du maréchal Hubert Lyautey en étendant l'autorité du makhzen ainsi que l'occupation française à l'ensemble du territoire. C'est donc pendant sa résidence qu'est rallié au makhzen l'un des derniers bastions de résistance berbère encore actif au Maroc à l'époque : celui des Aït Atta réfugiés dans le djebel Saghro sous la houlette du cheikh Assou Oubasslam. En tant que résident général, Lucien Saint invite le sultan du Maroc, Moulay Mohammed (futur Mohammed V), son grand vizir et son interprète à Marignac le 26 juillet 1929 dans le cadre de leur séjour à Luchon ; ils ont apposé leurs signatures en caractères arabes dans le registre des délibérations de la commune.

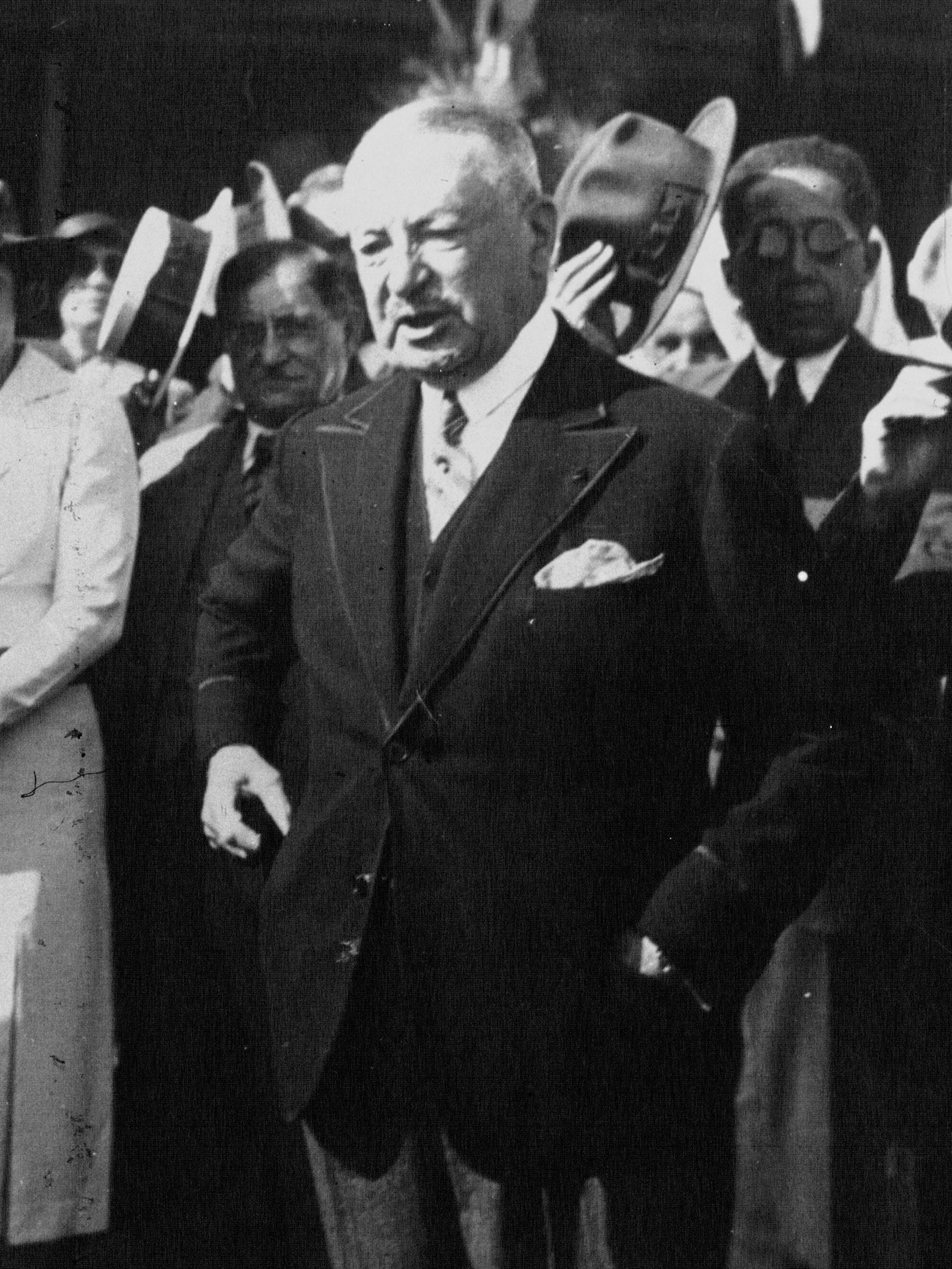
Lucien Saint à Rabat en 1932.

En 1933, Édouard Daladier, alors président du Conseil, adresse à Lucien Saint une citation à l'ordre de l'Armée pour son œuvre accomplie à la suite du maréchal Lyautey dans la « pacification » du Maroc : 
« Le président du Conseil, ministre de la Guerre,
Cite à l'ordre de l'Armée,
Monsieur Lucien Saint, commissaire résident général de la République française au Maroc, du 2 janvier 1929 au 29 juillet 1933, a rendu dans ses hautes fonctions, les plus éminents services, déployant notamment une activité fructueuse dans la préparation politique de la soumission des confins algéro-marocains du Tafilalet, du Drâa, du djebel Saghro et du Haut Atlas, exerçant avec une impulsion personnelle des plus heureuses et usant constamment de sa haute autorité pour faciliter la tâche du commandement et des troupes, a ainsi définitivement attaché son nom à l'achèvement de la pacification du Maroc.
Cette citation comporte attribution de la Croix de guerre des Théâtres d'opérations extérieures avec palme.
Paris, le 27 juillet 1933
Édouard Daladier. »

### Maire et sénateur
Il devint par la suite maire de Marignac de 1933 à 1938. En effet, pendant la Première Guerre mondiale, lors d'une de ses tournées de préfet, il est séduit par le site de la ville et y achète la propriété de Sacère. Le nom de Lucien Saint reste attaché au groupe scolaire qu'il fait acheter à la commune en 1935. Il est ensuite élu sénateur de la Haute-Garonne le 10 janvier 1933.
Il est inhumé au cimetière de Marignac ; sur sa stèle est retranscrit le discours qu'Édouard Daladier avait prononcé en 1933 pour lui rendre hommage.

## Distinctions
- Grand officier de la Légion d'honneur (23 juillet 1930)[3]
- Croix de guerre des Théâtres d'opérations extérieurs
- Officier de l'Instruction publique
- Officier de l'ordre du Mérite agricole

## Sources
- « Lucien Saint », dans le Dictionnaire des parlementaires français (1889-1940), sous la direction de Jean Jolly, PUF, 1960 [détail de l’édition].
- Eugène Guernier, Tunisie, Paris, Encyclopédie coloniale et maritime, 1948, 505 p.
- Qui êtes-vous ? : annuaire des contemporains, notices biographiques, Paris, Delagrave, 1924, p. 142-143.